# Alpha Sagittarii
Désignations
Alpha Sagittarii (α Sagittarii / α Sgr) est une étoile de la constellation du Sagittaire. Elle porte les noms traditionnels Alrami et Rukbat.
On ne sait pas pourquoi Bayer appela cette étoile alpha, plutôt que ε Sgr ou σ Sgr qui sont plus brillantes. Ceci a parfois conduit certaines vieilles cartes à décrire Alpha et Beta Sgr comme beaucoup plus brillantes qu'elles ne le sont en réalité, étant invisibles depuis l'Europe du Nord car beaucoup trop sud pour être visibles.

## Nomenclature
Rukbat est le nom propre aujourd’hui approuvé pour Alpha Sagittarii / α Sgr par l’Union astronomique internationale (UAI). C’est à l’origine l’arabe ركبة الرامي Rukbat al-Rāmī, « le Genou du Sagittaire », dans le ciel que les astronomes arabes ont hérité des Grecs. On le trouve très tôt sous la forme Racbat aram dans les Tables Tolédanes. Mais il est introduit dans les catalogues modernes sous la forme moderne Ruchbah er-Râmih par Johann Bode (1801) , qui est la transcription exacte donnée par le philologue Friedrich Wilhelm Lach (1796). La forme Rukbat est due à Richard Allen (1899) , qui simplifie en la modernisant la transcription Rucba AlRâmi donnée par donnée à partir de la traduction du یجِ سلطانی Zīğ-i Sulṭānī ou « Tables sultaniennes » d’Uluġ Bēg (1437) par Thomas Hyde (1665) . Mais on trouve pourtant dans les catalogues la forme entière, soit Rukbat al Rami, donnée par Richard Allen (1899) , et la forme Al-Rami, introduite par Giuseppe Piazzi (1814 ). 
En astronomie traditionnelle arabe, Alpha Sagittarii formait, avec β1 Sgr et β2 Sgr, ألسردين al Ṣuradayn (accusatif du duel), « les deux Surad », qui sont deux oiseaux du désert, selon Zakarīyā ibn Muḥammad al-Qazwīnī (ca.  1200) rapporté par Christian Ludwig Ideler (1806) . Mais de son côté, Marcel Devic affecte ce nom au couple ικ Sgr , en se fondant sur ᶜAbd al-Raḥmān al-Sūfī al-Ṣūfī (964) .

En chinois, 天淵 (Tiān Yuān), signifiant Fontaine céleste, fait référence à un astérisme constitué de α Sagittarii, β1 Sagittarii et β2 Sagittarii. Par conséquent, α Sagittarii elle-même est appelée 天淵三 (Tiān Yuān sān, la troisième étoile de la fontaine céleste).

## Propriétés
Alpha Sagittarii est une étoile bleu-blanc de la séquence principale de type spectral B8 V. Elle n'apparaît pas particulièrement brillante à l'œil nu, avec une magnitude apparente visuelle de +3,97. Cependant, cela est dû à sa distance ; en réalité, l'étoile est deux fois plus chaude que le Soleil et beaucoup plus massive, avec une luminosité dans le domaine visible environ 40 fois supérieure à celle du Soleil. Sur la base d'un excès d'émission en infrarouge, elle pourrait posséder un disque de débris, comme Véga.
C'est une binaire spectroscopique à un spectre. Le ROSAT All Sky Survey découvrit qu'Alpha Sagittarii émettait un flux important de rayons X, ce qui n'est pas attendu pour une étoile ayant ce type spectral. L'explication la plus probable est que la compagne est une étoile active de la pré-séquence principale ou une étoile qui vient juste d'atteindre la séquence principale.